# Samuel Gigot
Samuel Florent Thomas Gigot (ur. 12 października 1993 w Awinionie) – francuski piłkarz, występujący na pozycji obrońcy we włoskim klubie S.S. Lazio, do którego jest wypożyczony z Olympique Marsylia.

## Kariera
Zadebiutował 30 sierpnia 2013 w Ligue 2, przeciwko Chamois Niortais FC. 15 sierpnia 2014 strzelił pierwszego gola, przeciwko AS Nancy.
4 czerwca 2018 podpisał czteroletni kontrakt z rosyjskim klubem Spartak Moskwa.

## Życie prywatne
Posiada pochodzenie algierskie ze strony matki. Jego brat Tony jest profesjonalnym graczem rugby league.